# Level Five
Level Five je koncertní EP britské rockové skupiny King Crimson. EP bylo vydáno v roce 2001 (viz 2001 v hudbě).
I přes svoji délku dosahující délky běžných alba je deska Level Five označována pouze jako EP. Jedná se o živé album, které skupina nahrála v průběhu roku 2001 na koncertech v USA a v Mexiku.

## Seznam skladeb
1. „Dangerous Curves“ (Belew, Fripp, Gunn, Mastelotto) – 5:38
2. „Level Five“ (Belew, Fripp, Gunn, Mastelotto) – 8:35
3. „Virtuous Circle“ (Belew, Fripp, Gunn, Mastelotto) – 10:00
4. „The ConstruKction of Light“ (Belew, Fripp, Gunn, Mastelotto) – 8:23
5. „The Deception of the Thrush“ (Belew, Fripp, Gunn) – 13:07
  - skrytá skladba „ProjeKct 12th and X“ (Belew, Fripp, Gunn, Mastelotto)

## Obsazení
- King Crimson
  - Adrian Belew – zpěv, kytara
  - Robert Fripp – kytara
  - Trey Gunn – Warr guitar
  - Pat Mastelotto – bicí